# Мпорокосо
Мпорокосо (на английски: Mporokoso) е град в източната част на Северна Замбия. Намира се в Северната провинция на страната на около 1500 km северно от столицата Лусака и на 169 km северозападно от провинциалния център град Касама. На около 100 km на север от Мпорокосо е езерото Танганика. Основан е през 1900 г. от лондонски мисионери. Населението му е 15 556 жители, по данни от 2010 г.